# ماثيو سعد محمد
ماثيو سعد محمد (بالإنجليزية: Matthew Saad Muhammad)‏ مواليد 5 أغسطس 1954 في فيلادلفيا، الولايات المتحدة - الوفاة 25 مايو 2014 في فيلادلفيا، الولايات المتحدة، كان ملاكم أمريكي سابق صنّف ضمن فئة وزن خفيف الثقيل.

## إحصائيات
خاض خلال مسيرته 68 نزالا، فاز في 49 وتعادل في 3 وخسر في 16. فاز بالضربة القاضية في 35 نزالا.

## روابط خارجية
- ماثيو سعد محمد على موقع بوكس ريك (الإنجليزية) (registration required)